# Mikołaj I (hrabia Tecklenburga)
Mikołaj I von Tecklenburg (niem. Nikolaus I.) (ur. w 1300 r.; zm. w 1368 r.) – pierwszy hrabia Tecklenburga z dynastii Schwerin.

## Życiorys

### Dzieciństwo
Mikołaj urodził się w Wittenburgu jako syn Guncelina VI, hrabiego Schwerin-Wittenburg i jego żony Ryszardy Tecklenburskiej, córki Ottona IV, hrabiego Tecklenburga. 

### Dziedzictwo
W 1328 r. na Ottonie V wymarła dynastia Bentheim-Tecklenburg. Zgodnie z prawem salickim władza przeszła na potomstwo siostry zmarłego władcy, a więc na Mikołaja. Został on założycielem nowej dynastii Tecklenburg-Schwerin. Z racji, że Mikołaj nie był jeszcze w wieku sprawnym, do 1330 r. władzę jako regent sprawował Adolf von der Mark. 

### Władza
Po objęciu pełni władzy wszedł w konflikt z rycerzem Hermanem z Cappel, który zbudował zamek bez zgody nowego hrabiego. Walczył również z Fryzją w celu poszerzenia granic państwa. W 1333 r. zawarł sojusz z biskupem Munster Ludwikiem, Adolfem von der Mark, Bernardem von Ravensburg, Simonem von Lippe oraz Ottonem Lippe przeciwko rodowi von Korffów. W 1335 r. zajął Hümmling. 
W latach 1348 i 1352 Tecklenburg nawiedziła pandemia czarnej śmierci. Wskutek panującego chaosu, Mikołaj utracił część ziem na rzecz Osnabrücka. Za porozumieniem z synem zrzekł się praw do tronu Schwerinu na rzecz Albrechta i Henryka Meklemburgów. Około 1366 r. nadał Bevergern prawa miejskie.

## Życie prywatne
Był dwukrotnie żonaty. Pierwszy raz z Heleną Oldenburg, z którą miał dwoje dzieci: syna Ottona i córkę Rychezę. Z drugiego małżeństwa, z hrabianką Diehpolz nie miał dzieci.